# San Miguel del Arroyo
San Miguel del Arroyo est une commune de la province de Valladolid dans la communauté autonome de Castille-et-León en Espagne.

## Sites et patrimoine
Les édifices les plus caractéristiques de la commune sont :
- Église paroissiale San Miguel Arcángel ;
- Église San Esteban ;
- Église Santiago Apóstol ;
- Chapelle del Humilladero ;
- Chapelle del Santo Espíritu.

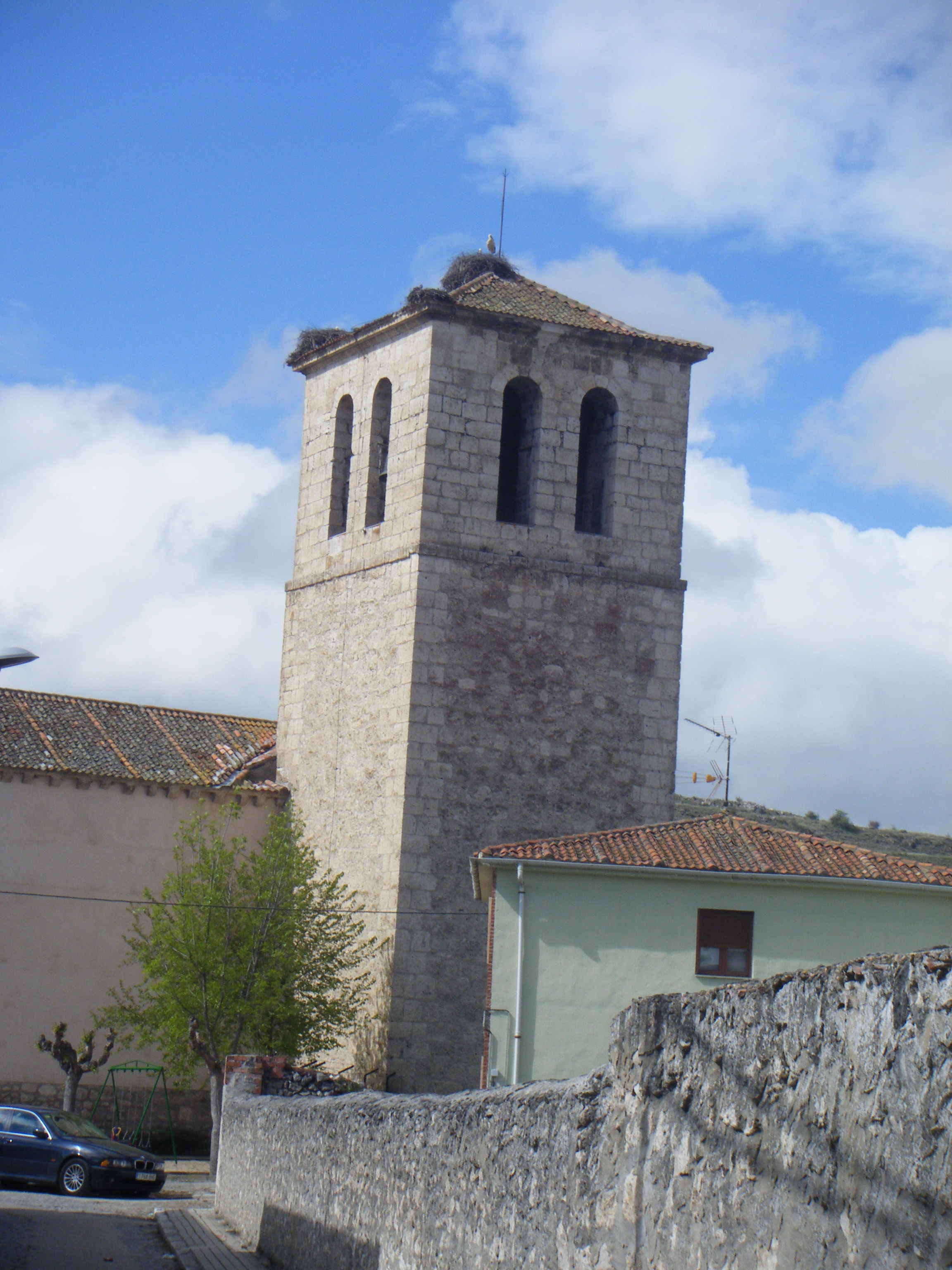
Église San Miguel.
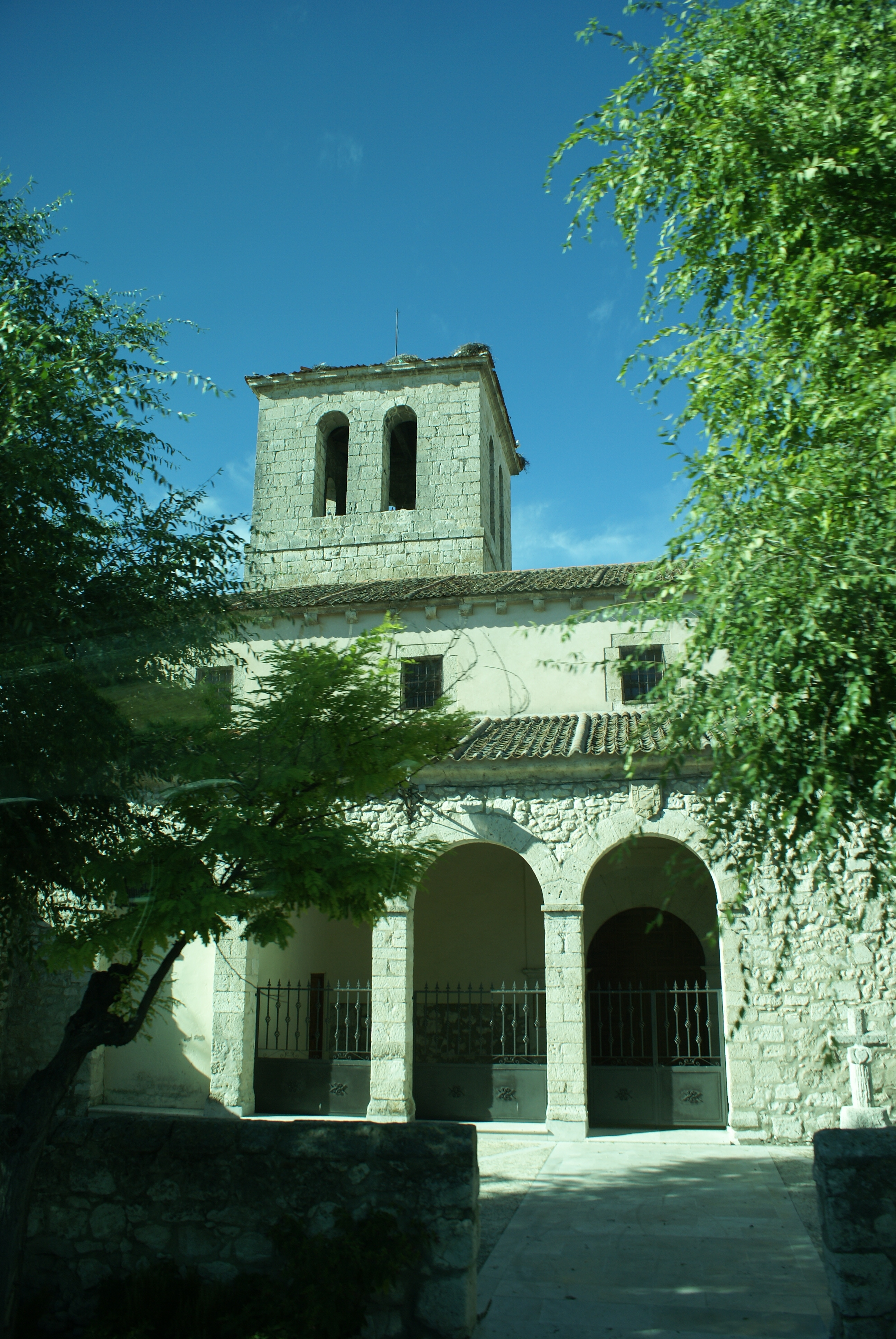
Église San Miguel.